# Haluk Günözgen
Haluk Günözgen (nascido em 17 de fevereiro de 1950) é um ex-ciclista turco que representou seu país nos Jogos Olímpicos de Verão de 1972 no individual.